# 毛狀小皮傘
毛狀小皮傘，分布於世界各地，屬皮傘屬，色通常為淡褐色，狀似固定昆蟲標本用的長柄大頭針。另外，該種野菇也是常見木棲腐生菇類之一種，生長於春天至秋季的低海拔林區，數周生，肉質堅韌，不建議食用。